# 運命のクランバトル
『運命のクランバトル』（うんめいのクランバトル）は、セガネットワークスとポケラボによって共同運営されていたリアルタイムギルドバトル（GvG）中心のスマートフォン用ゲームアプリ。ポケラボのリアルタイムバトルシリーズの第1弾に当たる。略称はクラバト。
運命のクランバトルの後、ポケラボは第2弾として『栄光のガーディアンバトル』、第3弾として『戦乱のサムライキングダム』をリリースした。
『栄光のガーディアンバトル』の海外版として米Aeria Games & Entertainment,
Inc.と共同で『Immortalis』をリリースしている。

## 関連ゲーム
激突！クラッシュファイト
2016年にポケラボが提供していたリアルタイム対戦型アクションゲームであり、バトル部分は任天堂の『大乱闘スマッシュブラザーズ』に近かった。
同社のリアルタイムバトルシリーズをベースとし、その情報量を簡略化しようとした所から開発が始まった。オープンベータテストで操作性の問題が発覚し、正式リリース前にサービスが終了となった。